# Csucsom
Csucsom (szlovákul: Čučma) község Szlovákiában, a Kassai kerület Rozsnyói járásában.

## Fekvése
Rozsnyótól 4 km-re, északra fekszik.

## Története

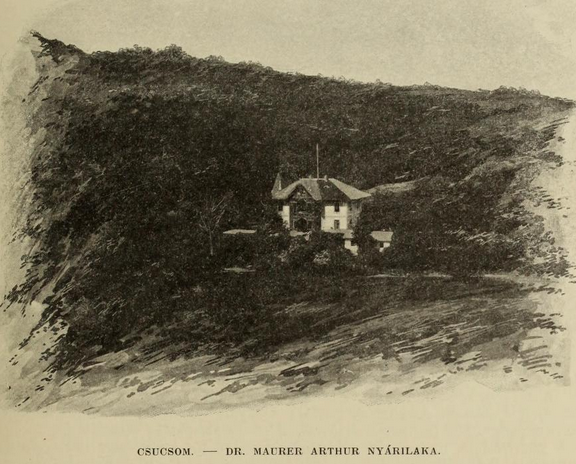
Dr. Maurer Arthur nyárilaka és annak környezete (1903)

A falu a 14. század első felében keletkezhetett, valószínűleg német bányászok alapították. 1339-ben a Csanádi egyházmegye oklevelében  említik először. A 14.–18. században az Esztergomi főegyházmegye birtoka. 1413-ban a település Rozsnyó része lett, a városnak fizetett adót. Az első adóösszeírás 1427-ből származik. Kötelezettségeit külön engedély alapján a kitermelt ércben fizethette. 1523-ban engedélyt kapott a kitermelt érc szabad értékesítésére is. A 17. századtól területén antimon- és mangánércet bányásztak. 1776-tól a rozsnyói római katolikus püspökség birtoka. A község pecsétje 1735-ből származik.
A 18. század végén Vályi András így ír róla: „CSÚCSOM. Magyar, és tót falu Gömör Vármegyében, földes Ura a’ Rosnyai Püspökség, lakosai katolikusok, fekszik Posárló hegynek töve alatt egy völgyben, Rosnyótól fél mértföldnyire, lakosai Rosnyóra fát hordanak, határja hegyes, és követses, ’s leg inkább zabot terem, legelője elég, mind a’ két féle fája, az Uraság engedelméböl, malma is van, Rosnyón piatzozása jó, makkja, ha terem elég, melly az Uraságtol ingyen adatik, Almássa, szilvássa, és káposztás kertyei jók, második Osztálybéli.”
A 19. század közepén Fényes Elek eképpen írja le: „Csucsom, magyar falu, Gömör és Kis-Honth egyesült vgyékben, ut. p. Rosnyóhoz éjszakra egy órányira a Wolovecz patakja mellett: 103 kath., 200 evang. lak. Határja a sok hegy, kőszikla miatt nagyon sovány; de legelője bőven lévén, marhatartása virágzó; sok gyümölcsöt, káposztát termeszt, s ezeket és a tűzifát Rosnyóra hordja. F. u. rosnyai püspök.”
A község egykori gyógyfürdője különösen az Osztrák–Magyar Monarchia utolsó évtizedeiben örvendett nagy közkedveltségnek. A birodalom számos szegletéből érkeztek ide a csúzos-köszvényes fürdővendégek.
Borovszky monográfiasorozatának Gömör-Kishont vármegyét tárgyaló része szerint: „Csucsom, a Pozsárló hegy alatt, a Drázus-völgyben fekvő magyar kisközség, 70 házzal és 334, túlnyomó számban ág. ev. h. vallású lakossal. Már 1414-ben említik, a mikor Nadabulyával együtt poss. Nadabolya et Chuchom alakban fordul elő. 1461-ben, mint az esztergomi érsek birtoka, Chuchum néven szerepel. Később a rozsnyói püspökségé lett. A község határában van a Miller és társa czég antimonium-zúzója, továbbá a Demuth czégé. Itt van a falu határában dr. Maurer Arthur m. tb. főorvos szép fekvésű nyaralója. Postája, távírója és vasúti állomása Rozsnyó.”
1920-ig Gömör és Kishont vármegye Rozsnyói járásához tartozott. 1938 és 1945 között újra Magyarország része.

## Népessége
| Év:            | 1994. | 2004.    | 2014.    | 2024.    |
| -------------- | ----- | -------- | -------- | -------- |
| Emberek száma: | 508   | 586      | 657      | 588      |
| Eltérés:       |       | +15,35 % | +12,11 % | -10,50 % |

| Év:            | 2023. | 2024.   |
| -------------- | ----- | ------- |
| Emberek száma: | 585   | 588     |
| Eltérés:       |       | +0,51 % |

1880-ban 380 lakosából 329 magyar és 19 szlovák anyanyelvű volt.
1890-ben 389 lakosából 366 magyar és 23 szlovák anyanyelvű volt.
1900-ban 334 lakosából 331 magyar és 3 szlovák anyanyelvű volt.
1910-ben 383 lakosából 344 magyar és 36 szlovák anyanyelvű volt.
1921-ben 388 lakosából 348 magyar és 16 csehszlovák volt.
1930-ban 446 lakosából 386 magyar, 28 csehszlovák, 13 egyéb, 8 német, 1 ruszin nemzetiségű és 10 állampolgárság nélküli volt.
1941-ben 599 lakosából 591 magyar és 5 szlovák volt.
1991-ben 522 lakosából 295 magyar és 221 szlovák volt. 
2001-ben 557 lakosából 279 szlovák és 272 magyar.
2011-ben 652 lakosából 372 szlovák és 271 magyar.

## Nevezetességei
- Krisztus Király tiszteletére szentelt, római katolikus temploma 1939-ben épült.
- A falu régi harangtornya a 18. század végéről való.
- Bányászati tanösvény - tanösvény a helyi bányatörténet technikai emlékein keresztül. Tartalmaz egy régi alagutat és egy középkori bányászati létesítmény másolatát, amelyet a Rozsnyói Metercia festménye alapján építettek.
- Maurer-villa - szecessziós villa, amely Artur Maurer polihisztoré volt
- A falunak festői környéke van, emiatt kedvelt kirándulóhely. Felette emelkedik a Pozsálló 1293 m magas csúcsa.